# Coro Femenino de Granollers

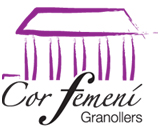
Cor femení de Granollers.

El Cor Femení de Granollers (Coro Femenino de Granollers) es un conjunto femenino de voces de la ciudad de Granollers, en la provincia de Barcelona (Cataluña, España).
Se fundó el año 2007 y, desde entonces, ha realizado todo tipo de conciertos, entre los que destacan el de su presentación oficial el 16 de mayo de 2009.
Su repertorio es muy amplio: música tradicional catalana y mundial (con piezas españolas, argentinas, africanas u orientales) e incluso música moderna (en algunos casos acompañadas por una big band).
Desde su formación, la coral está dirigida por los hermanos Marc y Marta Dosaiguas. Marc es su director y Marta, la subdirectora y pianista acompañante. Ambos poseen una amplia trayectoria en el ámbito musical y como cantantes de formaciones corales. Marc es cantante en el Orfeón Catalán, coro residente del Palau de la Música de Barcelona, y Marta cursó sus estudios superiores como intérprete de piano en la ESMUC, la Escuela Superior de Música de Cataluña.